# Paulo Gomes (treinador)
Carlos Paulo Cardoso Gomes Caçote (Vila Nova de Gaia, 31 de março de 1975) é um treinador e ex-futebolista português que atuava como meio-campista.

## Carreira como jogador
Segundo a Federação Portuguesa de Futebol, Paulo Gomes jogou nos seguintes clubes e categorias portuguesas:
| 2007-2008 | Transferência Internacional  | Futebol | Senior             |
| 2007-2008 | Ad Lousada                   | Futebol | Senior             |
| 2007-2008 | Ad Machico                   | Futebol | Senior             |
| 2006-2007 | Ad Machico                   | Futebol | Senior             |
| 2005-2006 | Ad Lousada                   | Futebol | Senior             |
| 2004-2005 | Ad Lousada                   | Futebol | Senior             |
| 2003-2004 | Fc Vizela                    | Futebol | Senior             |
| 2002-2003 | Ad Lousada                   | Futebol | Senior             |
| 2001-2002 | Gd Bragança                  | Futebol | Senior             |
| 2001-2002 | Ass. Naval 1.º Maio          | Futebol | Senior             |
| 2000-2001 | Ass. Naval 1.º Maio          | Futebol | Senior             |
| 1999-2000 | S.C. Dragões Sandinenses     | Futebol | Senior             |
| 1998-1999 | S.C. Dragões Sandinenses     | Futebol | Senior             |
| 1997-1998 | Ad Ovarense                  | Futebol | Senior             |
| 1996-1997 | Fc Oliveira Hospital         | Futebol | Senior             |
| 1995-1996 | Gd Argus                     | Futebol | Senior             |
| 1993-1994 | Clube Futebol Oliveira Douro | Futebol | Senior             |
| 1992-1993 | Sc Espinho                   | Futebol | Junior-A(Junior)   |
| 1991-1992 | Sc Coimbrões                 | Futebol | Junior-A(Junior)   |
| 1990-1991 | Sc Coimbrões                 | Futebol | Junior-B(Juvenil)  |
| 1989-1990 | Sc Coimbrões                 | Futebol | Junior-B(Juvenil)  |
| 1988-1989 | Sc Coimbrões                 | Futebol | Junior-C(Iniciado) |

Foi no Hamm Benfica entre 2008 e 2009 que encerrou sua carreira na Primeira Liga Europeia de Luxemburgo.

## Carreira como comentarista
Durante o ano de 2016, Paulo Gomes foi comentarista da Euro 2016, para o portal Bom Dia Europa, ano no qual ficou sem contrato e chegou a ser cotado para o Etzella Ettelbruck.

## Carreira como treinador
No verão de 2009, após jogar com os juvenis do Hamm Benfica, Paulo Gomes atuou pela primeira vez como treinador, sendo designado para o FC Blue Boys Mühlenbach, da terceira divisão, e ajudou o clube a subir para a Segunda Liga.
Em 2012–13, conseguiu repetir o feito com o US Sandweiler da Segunda Liga, e, antes do término da temporada, foi transferido para a  Primeira Liga, com o Union Titus Pétange, do qual se desligou em 2013.
Paulo Gomes continuou trabalhando nas ligas principais de Luxemburgo nos anos seguintes, com o RM Hamm Benfica, do qual saiu em 2014,o Mühlenbach Luzitanos, e finalmente com o US Mondorf, para o qual convidou também o conterrâneo, João Coimbra, a se integrar à equipe de jogadores. Finalizou o contrato com este último clube em 2019, antes do término da temporada, inesperadamente, apesar do sucesso até então.
Decidiu, em seguida, ter uma experiência na Ásia, em seguida na Arábia Saudita, nos clubes Al Wehda e Najran Sport Club. Na temporada 2021–22, quando comandou o Al Khaleej, Paulo Gomes conquistou o título da Liga Príncipe Mohammad bin Salman, equivalente à segunda divisão da Arábia Saudita.

### Clubes
Desde 2009, Paulo Gomes tem sido treinador destas equipes europeias e árabes:
- 2009-2012 - CS Blue Boys Mühlenbach
- 2012-2012 - US Sandweiler
- 2012-2013 - CS Pétange
- 2013-2014 - Hamm Benfica
- 2016-2017 - Avenir Beggen[18]
- 2017-2018 - CS Mühlenbach Luzitanos
- 2018-2019 - US Mondorf
- 2019-2020 - Al-Wehda FC (coordenador técnico da formação)
- 2020-2021 - Najran Sport Club
- 2021-2022 - Al Khaleej

### Al Khaleej
Contratado por este clube em 2022, atuou por 22 jogos com o seguinte resultado:
- 11 vitórias, cinco empates e 11 jogos invictos
- 20 jogos consecutivos sem sofrer gols de bola parada
- Melhor ataque do campeonato

Time qualificado para a Superliga e, posteriormente, campeão

### US Mondorf
Num total de 26 jogos no US Mondorf, pelo qual foi contratado em junho de 2018, obteve os seguintes resultados para o clube:
- Campeão, pela primeira vez, do F91 Dudelange.
- Vencedor dos top 6 times do campeonato
- 11 vitórias e três empates

Encerrou o contrato com este clube em abril de 2019.

### Botafogo-SP
Em 2021, Paulo Gomes revelou o desejo de trabalhar no Brasil. Esse desejo surgiu quando de sua conclusão no curso de licença pró da CBF, requisito para atuar ali. Ele mostrou admiração pelo talento dos jogadores e dos técnicos brasileiros:
| “ | O futebol brasileiro tem muita qualidade e é extremamente competitivo, um exemplo é agora com mais uma medalha de ouro na Olimpíada. Vivemos um futebol cada vez mais global e na minha opinião o futebol brasileiro é um excelente produto para mercados internacionais. | ” |

Acertou com o Botafogo-SP em novembro de 2023, assinando contrato até o fim de 2024.

## Títulos
Al-Khaleej
- Liga Príncipe Mohammad bin Salman: 2021–22

### Prêmios individuais
- Segundo Melhor Treinador do Ano do Campeonato Luxemburguês: 2018–19[20]